# 中美洲自由貿易協定
美国—多明尼加—中美洲自由贸易协定（英語：U.S.-Dominican Republic-Central America Free Trade Agreement，DR-CAFTA)是美國與中美洲5國（尼加拉瓜、洪都拉斯、薩爾瓦多、瓜地馬拉、哥斯達黎加）、以及加勒比地區的多米尼加共和國在2005年10月20日於美國華盛頓间全面贸易的协议。
美國建立此一自由貿易協定的目的是建立一個类似北美自由贸易协定的自由贸易区，以消除美國和以上國之間的貿易關稅，該自由貿易協定原本應於2006年1月1日正式生效，因哥斯達黎加未能核准美國肉品檢查機制而使正式生效日期往後延至同年3月1日生效。。在2007年10月7日的全民投票中，哥斯达黎加以微弱优势支持自由贸易协定，有51.6%的人投票赞成；该协定于2009年1月1日生效。

## 歷史
美國與上述國家的自由貿易協定談判始於2002年：
- 2003年12月與薩爾瓦多、瓜地馬拉、宏都拉斯、尼加拉瓜等四國完成協商作業
- 2004年1月與哥斯達黎加完成協商作業
- 2004年3月與多明尼加簽署了另一項協定，基於此協定，多明尼加才成為中美洲自由貿易協定的一員。[3]

## 影響
對美国而言，中美洲地区是美国在拉丁美洲地区仅次于墨西哥的第二大出口市场，簽定此一協定後，美國向这些国家出口的80%产品将不再被征收关税。

## 外部連結
中美洲自由貿易協定（页面存档备份，存于）（英文）